# Pidgin (program)
A Pidgin (2007. május 7. előtti neve Gaim) egy azonnali üzenetküldő alkalmazás, mely több különböző protokollt támogat. GPL licencű szabad szoftver.

## Leírása
A Pidgin azonnali üzenetküldő legfőbb jellemzője, hogy szimultán módon egyszerre több hálózatra is bejelentkezhetünk, így a sokféle üzenetküldő-hálózaton fellelhető barátainkat egy programon belül, egy listában láthatjuk. Felülete rendkívül felhasználóbarát. A legtöbb hálózatspecifikus funkciót (például MSN hang és videoátvitel, kézírás) azonban egyelőre nem támogatja. 
A Pidgin saját úgynevezett „Idle”-követési mechanizmussal rendelkezik. A régóta inaktív partnereket elhalványítja, illetve képes jelezni hogy mióta inaktívak. Valamennyi protokollra érvényes nevünk az úgynevezett álnév, amely azonban csak nálunk látszódik. Protokollspecifikus nevünket a Protokollműveletek menüben változtathatjuk meg.
A Pidgin rendkívüli módon testreszabható, a beállítások egy része a különféle hálózatokra érvényes, míg másokat egyenként tudjuk alkalmazni. A szoftver GTK+-s skinekkel „átöltöztethető”, támogat különféle hasznos beépülő modulokat (plugin), bővíthető.

## Támogatott bővítmények

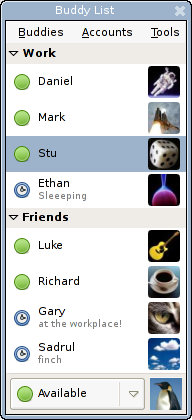
Pidgin partnerlista

- RSA (titkosító)
- GPG (titkosító)

## Támogatott rendszerek
- Linux
- BSD
- Windows

## Támogatott protokollok
- AIM
- Bonjour
- Gadu-Gadu
- Google Talk
- Groupwise
- ICQ
- IRC
- MSN
- MXit
- MySpaceIM
- SILC
- SIMPLE
- Sametime
- XMPP
- Yahoo!
- Zephyr

## Külső hivatkozások
- A Pidgin hivatalos honlapja
- Gaim változat hang- és videotámogatással (elavult)
- Hordozható Gaim változat

1. ↑  Pidgin 2.14.14 has been released! (angol nyelven), 2025. január 23. (Hozzáférés: 2025. január 23.)